# Patrik Isaksson (Schwimmer)
Leif Patrik Isaksson (* 5. April 1973 in Västerås) ist ein ehemaliger schwedischer Schwimmer. Er war Spezialist im Brustschwimmen und gewann bei Kurzbahnweltmeisterschaften je zwei Gold- und Silbermedaillen. Bei Europameisterschaften erschwamm er eine Bronzemedaille auf der 50-Meter-Bahn sowie vier Goldmedaillen, drei Silbermedaillen und eine Bronzemedaille auf der 25-Meter-Bahn.

## Sportliche Karriere
Der 1,90 Meter große Isaksson schwamm für Västerås Simsällskap.
1995 bei den Kurzbahnweltmeisterschaften in Rio de Janeiro erreichte Isaksson erstmals ein großes Finale und wurde Achter über 100 Meter Brust. Im Dezember 1996 bei den Kurzbahneuropameisterschaften in Rostock siegte Isaksson über 50 Meter Brust mit einer Hundertstelsekunde Vorsprung vor dem Deutschen Jens Kruppa. Über 100 Meter Brust gewann Kruppa mit 0,30 Sekunden Vorsprung vor Isaksson. Die Kurzbahnweltmeisterschaften 1997 wurden in Göteborg ausgetragen. Die schwedische 4-mal-100-Meter-Lagenstaffel mit Daniel Lönnberg, Patrik Isaksson, Lars Frölander und Anders Holmertz belegte den fünften Platz. Über 100 Meter Brust siegte Isaksson in 59,99 Sekunden mit 0,06 Sekunden Vorsprung vor dem Russen Stanislaw Lopuchow. Anfang 1998 bei den Weltmeisterschaften in Perth schied Isaksson über 100 Meter Brust als 27. der Vorläufe aus. Im Dezember 1998 bei den Kurzbahneuropameisterschaften in Sheffield gewann über 50 Meter Brust der Deutsche Mark Warnecke mit einer halben Sekunde Vorsprung vor Isaksson, über 100 Meter Brust siegte Isaksson mit einer halben Sekunde vor Warnecke. Zum Abschluss der Wettbewerbe gab es zwei siegreiche Mannschaften in der 4-mal-50-Meter-Lagenstaffel. Daniel Carlsson, Patrik Isaksson, Jonas Akesson und Lars Frölander schlugen zeitgleich mit dem deutschen Quartett an, beide Staffeln erhielten Gold.
Im April 1999 bei den Kurzbahnweltmeisterschaften in Hongkong gewann auf der 50-Meter-Bruststrecke der Ukrainer Dmytro Kraevskyy mit 0,17 Sekunden Vorsprung vor Isaksson, der seinerseits das Ziel 0,02 Sekunden vor dem Schweizer Remo Lütolf erreichte. Über 100 Meter Brust siegte Isaksson in 59,69 Sekunden mit 0,19 Sekunden Vorsprung vor dem Italiener Domenico Fioravanti. In der 4-mal-100-Meter-Lagenstaffel gewannen die Australier mit 0,44 Sekunden Vorsprung vor Mattias Ohlin, Patrik Isaksson, Daniel Carlsson und Lars Frölander. Bei den Europameisterschaften 1999 in Istanbul gab es in der 4-mal-100-Meter-Lagenstaffel zwei Bronzestaffeln. Hinter den Niederländern und den Deutschen schlug das russische Quartett zeitgleich mit dem schwedischen Team mit Ohlin, Isaksson, Carlsson und Frölander an. Im Dezember bei den Kurzbahneuropameisterschaften in Lissabon siegte über 100 Meter Brust der Russe Roman Sludnow vor Isaksson. Die 4-mal-50-Meter-Lagenstaffel mit Daniel Carlsson, Patrik Isaksson, Lars Frölander und Stefan Nystrand gewann vor dem deutschen Quartett.
Bei den Olympischen Spielen 2000 in Sydney schied Isaksson über 100 Meter Brust mit der 26. Vorlaufzeit aus. In der schwedischen Lagenstaffel wurde er nicht eingesetzt, Martin Gustavsson schwamm die Brustlage. Bei den Weltmeisterschaften 2001 in Fukuoka wurde erstmals ein Wettbewerb über 50 Meter Brust ausgetragen, hier schied Isaksson im Halbfinale aus. Ende des Jahres bei den Kurzbahneuropameisterschaften in Antwerpen erschwamm die 4-mal-50-Meter-Lagenstaffel mit Jens Pettersson, Patrik Isaksson, Lars Frölander und Stefan Nystrand die Bronzemedaille hinter den Deutschen und den Briten. Für seinen Einsatz im Vorlauf erhielt auch Erik Dorch eine Medaille. Über 50 Meter Brust wurde Isaksson Siebter. Sein letztes Finale bei internationalen Meisterschaften erreichte Isaksson bei den Kurzbahneuropameisterschaften 2002 in Riesa. Er wurde Sechster über 50 Meter Brust.